# Petite Rivière de Saint-Marc
La Petite Rivière de Saint-Marc est un cours d'eau qui coule à Haïti dans le département de l'Artibonite et l'arrondissement de Saint-Marc.

## Géographie
La Petite Rivière de Saint-Marc prend sa source dans les contreforts de la chaîne des Matheux. Le cours d'eau se dirige vers le Nord sur une quinzaine de kilomètres avant de s'orienter vers le Nord-Ouest et atteindre ma ville de Saint-Marc où elle bifurque, vers le centre-ville, en direction de l'Ouest avant de se jeter dans la baie de Saint-Marc située dans le canal de Saint-Marc, à environ cinq cents mètres au Sud de la Grande Rivière de Saint-Marc, séparée de cette dernière par les quais d'accostage du petit port de Saint-Marc.